# Chris Vandenbroeke
Christiaan, dit Chris Vandenbroeke (Waregem, 6 juillet 1944-Id., 16 octobre 2007) est un politicien et historien belge d'expression flamande.

## Biographie
Après ses études secondaires en Latin-Grec, Chris Vandenbroeke étudia l'histoire à l'Université de Gand. En 1970, il y obtint le titre de docteur en Philosophie et Lettres. Sa thèse portait sur l'agriculture et l'alimentation dans les Pays-Bas autrichiens. Elle fut peu après publiée en français.
Par la suite, il enseigna à l'Université de Gand et ses activités de recherche furent essentiellement tournées vers la démographie historique, l'histoire sociale et l'histoire économique des Pays-Bas méridionaux (et essentiellement de la Flandre).
Parallèlement, Vandenbroeke adhéra à la politique et au mouvement flamand. Entre 1989 et 1992, il fut vice-président de la Volksunie. Ensuite, jusqu'en 1995, il en fut le secrétaire général. Entre 1995 et 2004, il fut membre du Parlement flamand et sénateur, d'abord pour la Volksunie, et ensuite pour la NVA. Il fut également conseiller communal de la ville de Waregem (depuis 2001).

## Publications
- Agriculture et alimentation dans les Pays-Bas autrichiens. Contribution à l'histoire économique et sociale à la fin de l'Ancien Régime, Gand-Louvain, 1975, 694 p. (Belgisch Centrum voor Landelijke Geschiedenis, n° 49).
- Sociale geschiedenis van het Vlaamse volk, Beveren, 1982, 301 p. (2e éd. : 1983; 3e : 1984; 5e : 1985).
- Vlaamse koopkracht: gisteren, vandaag en morgen, Louvain, 1984, 302 p.
- De toekomst van het Vlaamse volk: geschiedenis en futurologie, Louvain, 1985, 212 p.
- Vrijen en trouwen van de Middeleeuwen tot heden. Seks, liefde en huwelijk in historisch perspectief, Bruxelles-Amsterdam, 1986, 245 p.
- Hoe rijk was arm Vlaanderen? Vlaanderen in de 18de eeuw: een vergelijkend overzicht, Bruges, 1995, 168 p. (Vlaamse Historische Studies uitgegeven door het Genootschap voor Geschiedenis « Société d'Émulation » te Brugge, 8).

## Sources
- l'article Chris Vandenbroeke sur le Wikipedia néerlandophone.
- Isabelle Devos et Thijs Lambrecht, « Bio-bibliografie Chris Vandenbroeke », dans Isabelle Devos et Thijs Lambrecht (éd.), Bevolking, voeding en levensstandaard in het verleden. Verzamelde studies van Prof. dr. Chris Vandenbroeke, Gand, Academia Press, 2004, pp. VII-X.
- « Professor emeritus Chris Vandenbroeke overleden », Het Nieuwsblad, 18 octobre 2007.
- Présentation de Chris Vandenbroeke sur la page du Sénat belge.